# Blind Simmie Dooley
Simeon Dooley (* 3. Juli 1881 in Hartwell, Georgia; † 17. Januar 1961 in Spartanburg, South Carolina), bekannt als Blind Simmie Dooley, war ein US-amerikanischer Blues-Sänger und Gitarrist. Blind Gary Davis bezeichnete ihn neben Blind Blake und Blind Willie Davis als einen der größten Country-Blues-Gitarristen.

## Der Musiker
Dooley brachte Pink Anderson das Gitarrespielen bei und trat mit ihm zusammen auf. Die beiden spielten auf der Straße und auf Partys, wenn Anderson nicht gerade mit Dr. Kerr’s Medicine Show unterwegs war.
1928 nahmen Dooley und Anderson in Atlanta für Columbia Records vier Stücke auf; zwei wurden im gleichen Jahr, die anderen im folgenden Jahr veröffentlicht. Die Platten verkauften sich gut.
Anderson wurde zu weiteren Aufnahmen eingeladen, Dooley nicht; Anderson weigerte sich jedoch, ohne Dooley aufzunehmen.